# Mára
Mára (Sanskrit: मार, Māra, tradiční čínština: 魔/天魔/魔羅, zjednodušená čínština: 魔/天魔/魔罗) (doslova smrt), někdy nazýván Pán smrti, je buddhistický démon, který se snažil zabránit asketovi Gautamovi (budoucí Gautama Buddha) v probuzení. V buddhistické kosmologii je Mára spojován se smrtí, znovuzrozením a touhou.
Ctihodný Nyánaponika Maháthera označil Máru za „zosobnění sil, které jsou antagonistické k osvícení“.

## Příběh Máry a Buddhy

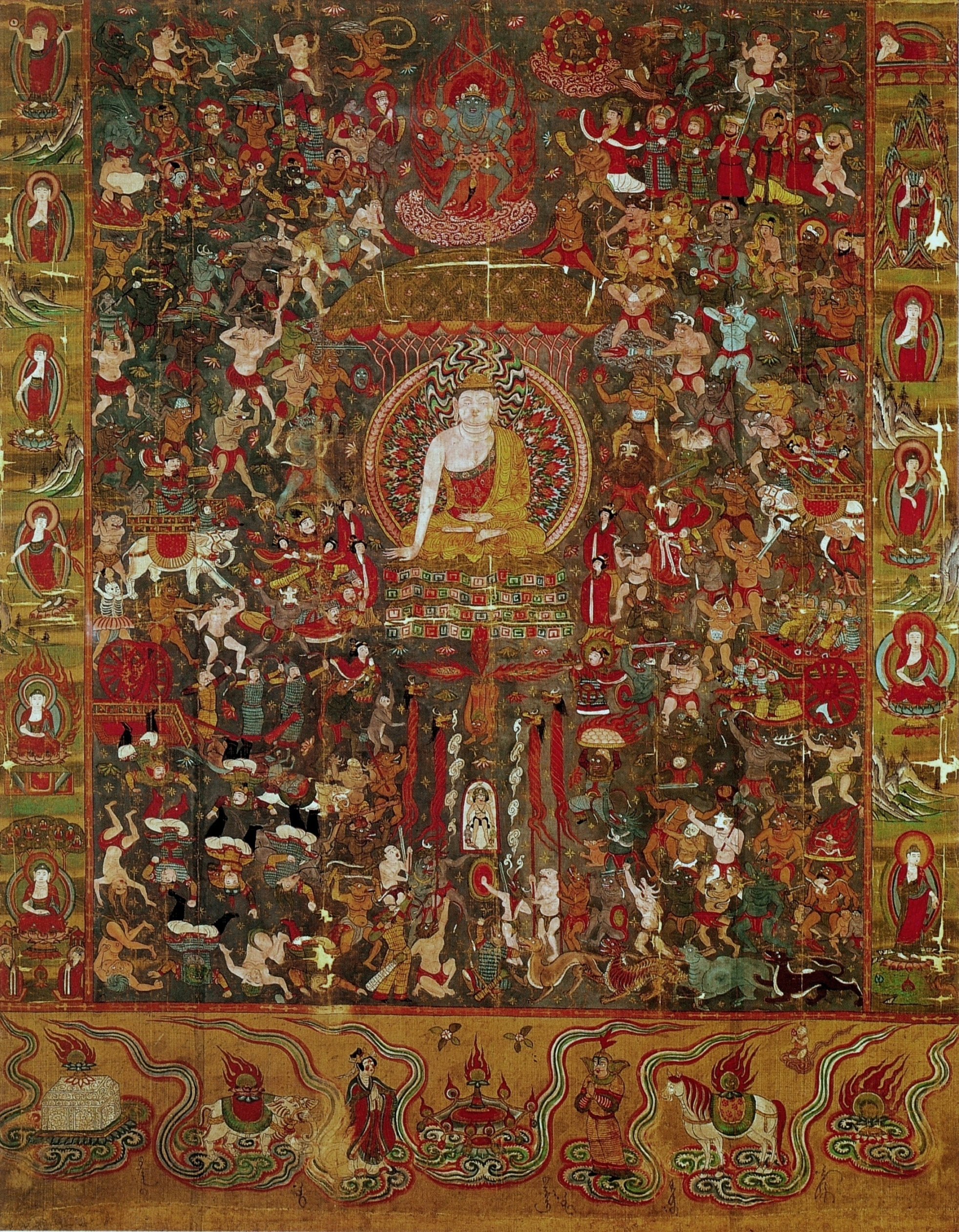
Mára, jeho chtivé dcery a démonická armáda pokoušející Buddhu, ikona z 10. století z jeskyní Mogao

Mára vládne sansáře, tedy všem bytostem, které se znovuzrozují. Pokud by někdo dosáhl probuzení, vymaní se z tohoto kola znovuzrozování a Mára nad ním už nemá moc. Když asketa Gautama seděl v Bódhgaji pod stromem bódhi a byl na cestě k probuzení, Mára to poznal a chtěl mu v tom zabránit. Mára, démonický nebeský král, představuje postavu pokušitele. Pokoušel Gautamu tím, že se ho snažil svést vizí krásných žen. Seslal na asketu své tři mladé dcery (Tanhá – touha, Arati – vášeň, Rága – rozkoš), aby odvedly jeho pozornost. Asketa Gautama však pohybem ruky proměnil Márovy dcery ve stařeny. Podobně odolal i dalším Márovým nástrahám, dosáhl probuzení a stal se buddhou.

## Čtyři formy Máry
Tradiční buddhismus popisuje 4 metaforické podoby Máry:
1. Mára jako bůh (déva), který se snažil zabránit tomu, aby Gautama Buddha dosáhl osvobození od cyklu znovuzrození
2. Mára jako ztělesnění všech špatných (unskilful) emocí, jako je chamtivost, nenávist a klam
3. Mára jako metafora pro celou existenci
4. Mára jako smrt

Kromě první podoby, tedy podoby Máry jako boha, jsou tyto formy Máry produkty naší vlastní fyziologie a psychologie.

## Ethymologie
Slovo „Māra“ pochází ze sanskrtské formy slovního kořene mr. Māra je slovesné podstatné jméno s významem „způsobování smrti“ nebo „zabíjení“. Māra souvisí s jinými výrazy pro smrt se stejným slovním kořenem - maraṇa, mṛtyu. Slovo mrtyu je jménem pro personifikaci smrti a někdy bývá spojováno s hinduistickým bohem Jamou.
Slovní kořen mṛ je spojený s indoevropským slovesným kořenem mer s významem „zemřít, zmizet“ v souvislosti se smrtí, vraždou nebo záhubou. Podle autorů Encyklopedie indoevropské kultury, Malloryho a Adamse, je tento kořen v indoevropských jazycích velmi rozšířený, což svědčí o jeho dávnověkém původ.

## Mára v standardní čínštině
Při zápisu slova Mára tradiční i zjednodušenou čínštinou používáme znak 魔 (pīnyīn: mó), který je možné přeložit jako „buddhistický démon“ (odkazujeme se přímo na Máru), „ďábel“, „zlý duch“ nebo „magie“.
Použijeme-li zápis 天魔(pīnyīn: tiān mó) nebo 魔羅/魔罗 (pīnyīn: mó luó) odkazujeme se na formu Máry jako boha (déva) a Buddhova pokušitele.